# ニュージーランド・ポスト
ニュージーランド・ポスト（英称：New Zealand Post Limited）は、ニュージーランドの郵便事業社。

## 概要

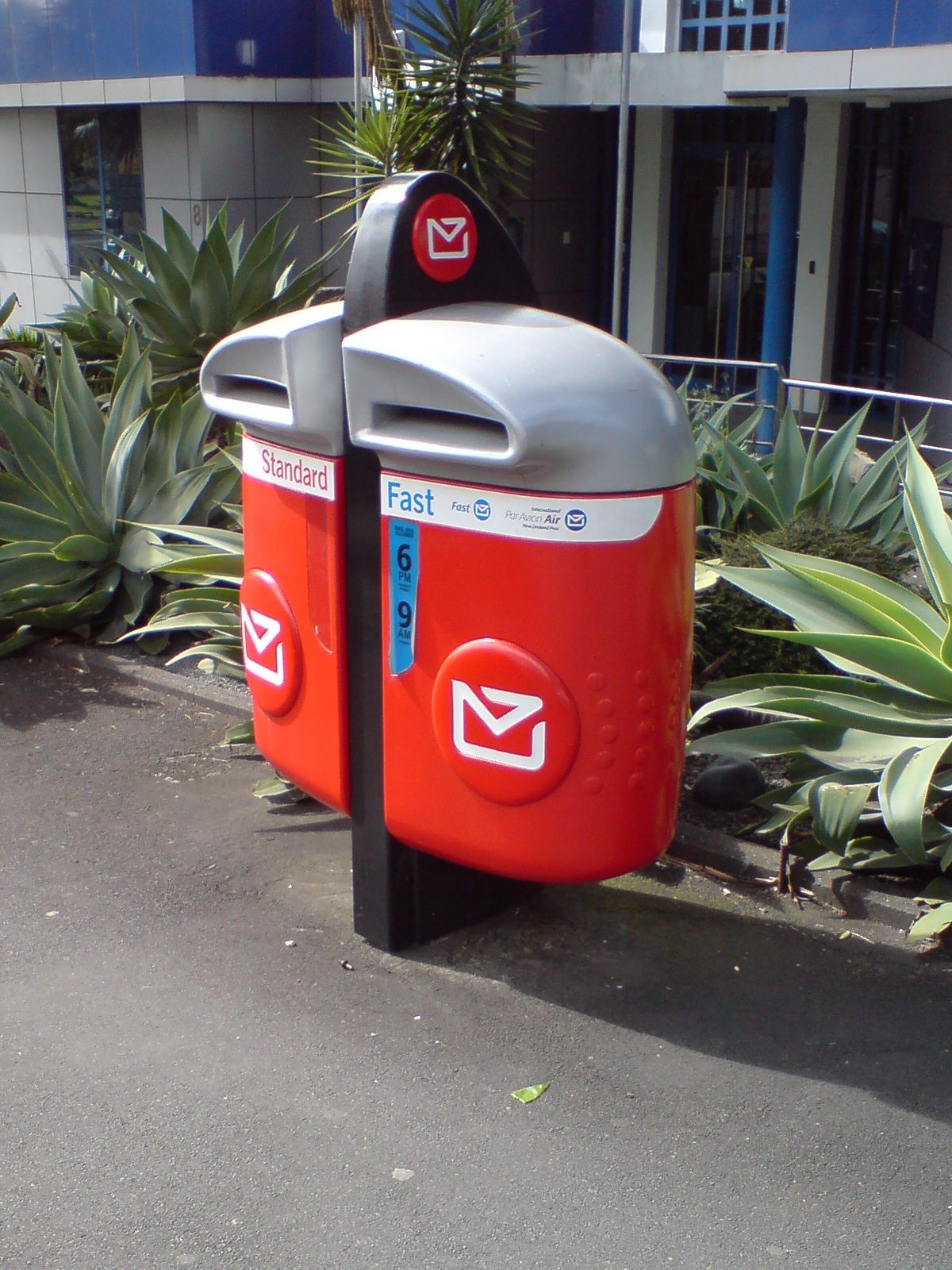
ニュージーランド・ポスト社の郵便ポスト

デビッド・ロンギ政権で推し進めたれたロジャーノミクスにより郵便電信省の独占事業を廃止し、新規に誕生した郵便事業者。郵便電信省が所管していた通信事業は民営化されテレコム・ニュージーランドとなり、アメリカ合衆国資本のベル・アトランティック社とアメリテック社に売却された。郵便銀行（Post Bank）はオーストラリア資本のオーストラリア・ニュージーランド銀行グループへ売却され、郵便事業は郵便サービス法1987により公社化され、「ニュージーランド・ポスト」として誕生。郵便局と業務提携した郵便窓口にて郵便サービスの提供の他、2002年からはキーウィ銀行を開業し銀行業務と金融サービスの提供を開始した。
1987年以降はニュージーランド政府100%資本の認可法人(SOE法人)であり郵政民営化の成功事例として紹介されることが多いが、完全民営化はしていない。
業務上の最高責任者はCEOが務め、現在のCEOはブライアン・ローキ（公認会計士、元プライスウォーターハウスクーパースシニア・パートナー、任期：2009年10月 - ）。法人としての最高責任者は会長が務め、現在の会長はマイケル・カレン（元ニュージーランド副首相、エジンバラ大学Ph.D.、任期：2010年11月 - 2016年4月）。業務の監視とCEOの選任は理事会が行い会長、副会長以下8名の理事が務める。

## 主な変遷
- 1830年代：郵便業務を開始。当初は非公式な郵便業務として各事業社が独自に行った。
- 1840年：ホブソン提督の了承を得て公式な郵便業務を開始。コロラレカ（現在のラッセル周辺）に最初の公式郵便局が開局された。
- 1842年：実質的なイギリス植民地化に伴いゼネラル・ポストオフィス（英国郵政省、現・ロイヤルメール）の傘下に置かれる。
- 1850年：ゼネラル・ポストオフィス傘下からニュージーランド行政組織へ移譲。
- 1856年：地方郵便法1856が制定され地方行政区による郵便業務が開始。
- 1858年：郵便局法1858が制定され行政組織から独立する。
- 1880年：850を超える郵便局が開局。
- 1881年：郵便電信省に統合される。
- 1900年代：1700を超える郵便局が開局。
- 1920年代：銀行業務と電話通信業務を開始。
- 1930年代：速達業務を開始。
- 1950年代：公文書、年金業務、郵便による選挙投票の扱いを開始。
- 1970年代：郵便事業の独占による非効率な事業運営が論議の対象になる。
- 1980年代：景気の低迷から2000万ドルを超える損失が発生。
- 1986年：ロイ・マソン（実業家）とマイケル・モリス（公認会計士）による調査報告書（マソン/モリス・レポート）が政府に提出され、郵便電信省の分割を提案。
- 1987年：行財政改革の一環として郵便電信省が解体され郵便事業は公社化される。
- 1991年：信書普通料金を40セントから45セントへ引き上げ。
- 1995年：信書普通料金を45セントから40セントへ引き下げ。
- 1998年：郵便サービス法1998が制定され郵便事業への新規参入が解禁。
- 1998年：当期純利益1800万ドルを記録。
- 1999年：アンセット・エキスプレス社を買収。
- 2000年：オーストラリアの物流会社クーリアーズ・プリーズを買収。
- 2000年：当期純利益3000万ドルを記録。
- 2002年：キーウィ銀行を開業。
- 2004年: DHL社との合弁物流組織ECL社を設立。
- 2004年：信書普通料金を45セントへ引き上げ。
- 2006年：当期純利益6870万ドルを記録。
- 2007年：信書普通料金を50セントへ引き上げ。
- 2008年：16の郵便店舗で開業したキーウィ銀行が300店舗を超える。
- 2008年：DHL社との合弁物流組織ECA社を設立しオーストラリアで営業活動を開始。
- 2008年：当期純利益1億1002万ドルを記録。
- 2009年：キーウィ・グループ・ホールディングスを設立しキーウィ銀行、キーウィ保険、ニュージーランド・ホームローンを傘下に置く。
- 2010年：信書普通料金を60セントへ引き上げ。
- 2012年：信書普通料金を70セントへ引き上げ。
- 2013年：S&Pによる格付けが長期債権A+、短期債権A-1と発表。
- 2014年：信書普通料金を80セントへ引き上げ。
- 2015年：郵便取扱量の減少に伴ない週6日の配達業務を3日へ縮小。